# Kelemen Richárd
Kelemen Richárd (? – ?) magyar labdarúgó.

## Sikerei, díjai
- Ferencvárosi TC:
  - Magyar labdarúgó-bajnokság ezüstérmes: 1923–24, 1924–25
  - Magyar labdarúgó-bajnokság bronzérmes: 1919–20, 1920–21, 1922–23